# 高人虎
高人虎（韓語：고인호），是朝鲜民主主义人民共和国的政治人物。现任朝鲜劳动党中央委员会委员、内阁副总理、农业相。

## 生平
1997年，高人虎出任平壤市万景台区域党组织代表。1998年出任万景台区域国营农场支配人。2003年出任平壤市农村经理委员会委员长。同年8月，最高人民会议第11期代理议员当选。2016年6月29日，最高人民会议第13期第4次会议上，内阁总理朴奉珠提名他出任副总理兼农业相。同年10月7日，朝鲜劳动党中央委员会第7期第2次总会上当选朝鲜劳动党中央委员会委员。